# بوب ويلش (لاعب كرة قاعدة)
بوب ويلش (بالإنجليزية: Bob Welch)‏ هو لاعب كرة قاعدة أمريكي، ولد في 3 نوفمبر 1956 في ديترويت في الولايات المتحدة، وتوفي في 9 يونيو 2014 في سيل بيتش في الولايات المتحدة.

## وصلات خارجية
- بوب ويلش على موقع دوري كرة القاعدة الرئيسي (الإنجليزية)
- بوب ويلش على موقعبيزبول رفرنس.كوم (الدوري الرئيسي) (الإنجليزية)
- بوب ويلش على موقعبيزبول رفرنس.كوم (الدوري الثانوي) (الإنجليزية)
- بوب ويلش على موقع إي إس بي إن.كوم (أم.أل.بي) (الإنجليزية)
- بوب ويلش على موقع مشجعي الرسوم البيانية (الإنجليزية)